# 查尔斯·格里利·阿博特
查尔斯·格里利·阿博特（英語：Charles Greeley Abbot，1872年5月31日—1973年12月17日），美國天文學家，史密森尼學會的幹事，出生於新罕布夏州威爾頓市。

## 生平
艾博特於1894年畢業於麻省理工學院，得到化學物理的學位。當時塞繆爾·皮爾龐特·蘭利正在尋找他在史密松天文物理台的助手，儘管他對天文學缺乏經驗，但因為他的實驗技術，在1895年雇用了艾博特。
艾博特在1896年當上了副主管，並在1907年升上了主管。當他當上了研究助理之後，1928年至1944年之間都擔任著史密森尼學會的幹事。
蘭利開始專注在航空工程的實驗時，艾博特負責觀測台的太影觀測。他設計且建造一台用來量測太陽輻射的儀器，包括在1900年北卡羅萊那州威地波羅市的日食時，用來量測太陽內日冕的輻射熱測定器。
蘭利死於1906年，艾博特代替他成為史密松天文物理台的主管，沃爾科特則成了史密森尼學會的幹事。艾博特很快地便利用改善的技術來得到更精準的太陽常數數值： 1.93 cal/cm²/min。
1918年，艾博特成了史密森尼學會的助理秘書，並在1928年接替沃爾科特的幹事職務，帶領史密森尼學會經歷經濟大恐慌和第二次世界大戰的動盪時代。他在1944年同時辭退了史密松天文物理台主管和史密森尼學會幹事兩個職務，成為史密森尼學會第一位不是死在位子上的幹事。
他把國家博物館大大地授權給了他的助理秘書，亞歷山大·韋特莫爾，1994年接替他成為幹事的人。

## 獎項
艾博特在1910年贏得了美國國家科學院的亨利·德雷伯獎章和在1915年得到了美國國家藝術與科學院的拉姆福德獎。

## 研究
艾博特在第一次世界大戰期間推動火箭研究的先驅者－羅伯特·高達德的資金籌措，但令他失望的，計畫在戰爭結束後就被取消了。
艾博特和蘭利一樣，都相信太陽輻射會改變，並因此影響天氣的變化。他不斷地觀察太陽常數的變動，希望可以有助於天氣預報，並且相信他已經量測到約百分之三至百分之十的變動。但不管怎樣，現今更精確的量測證實除了太陽黑子與太陽光斑所導致的變動之外，這種變動並不存在。
他完成了太陽的紅外線光譜，並將其運用在太陽輻射變動的系統研究上，其和太陽黑子週期的關係，而且其對天氣變化的影響。他也研究地球大氣層透射和吸收的性質。艾博特製造了許多現今廣泛使用來量測太陽熱量的設備，並且發明出可利用太陽能的裝置。
月球上的艾博特環形山即是為了記念他而命名的，但有人因為當時他還活著而對這項命名提出抗議。他在101歲時得到他最後一個專利，是世上最老還能得有專利的發明家。

## 外部連結
- National Academy of Sciences biography （页面存档备份，存于）
- QJRAS 18 (1977) 136 （页面存档备份，存于）
- The University of Wisconsin Digital Collections Center （页面存档备份，存于） presents The Smithsonian Scientific Series （页面存档备份，存于） and the following digitized articles originally published by C.G. Abbot: Abbot, Charles Greeley The sun and the welfare of man (1938), Abbot, C. G. (Charles Greeley), 1872 Great inventions (1932), Bishop, Carl Whiting, 1881-1942; Abbot, Charles Greeley; Hrdlicka, Aleš Man from the farthest past (1930).

1. ↑  . National Academy of Sciences. National Academies Press. 1998-07-01: 20. ISBN 978-0-309-06031-8 （英语）.